# Nazionali maschili di pallavolo africane
Le nazionali maschili di pallavolo africane sono le 53 nazionali poste sotto l'egida della CAVB ed appartengono geograficamente tutte al continente africano: queste nazionali possono partecipare a tutte le competizioni organizzate sia dalla CAVB, come i campionati continentali, sia dall'FIVB.
Le nazionali africane non sono mai riuscite ad imporsi in alcuna competizione extra-continentale.
Attualmente nessuna squadra si trova nella top-ten del ranking mondiale: infatti la prima squadra, l'Egitto, si trova al 18º posto. Tra le nazionali più rappresentative oltre al già citato Egitto, il Camerun, il Sudafrica e la Tunisia.

## Squadre
| - Algeria - Angola - Benin - Botswana - Burkina Faso - Burundi - Camerun - Capo Verde - Ciad - Comore - Costa d'Avorio |  | - Egitto - Eritrea - Etiopia - Gabon - Gambia - Ghana - Gibuti - Guinea - Guinea Equatoriale - Guinea-Bissau - Kenya |  | - Lesotho - Liberia - Libia - Madagascar - Malawi - Mali - Marocco - Mauritania - Mauritius - Mozambico - Namibia |  | - Niger - Nigeria - Rep. Centrafricana - RD del Congo - Rep. del Congo - Ruanda - São Tomé e Príncipe - Senegal - Seychelles - Sierra Leone - Somalia |  | - Sudafrica - Sudan - eSwatini - Tanzania - Togo - Tunisia - Uganda - Zambia - Zimbabwe |

## Ranking
| Ranking africano nazionali maschili agg. al 24 aprile 2024 |          |        |               |
| Posiz                                                      | Nazione  | Punti  | World Ranking |
| 1                                                          | Egitto   | 164.05 | 18            |
| 2                                                          | Tunisia  | 145.09 | 25            |
| 3                                                          | Camerun  | 129.27 | 29            |
| 4                                                          | Libia    | 91.63  | 44            |
| 5                                                          | Algeria  | 73.43  | 50            |
| 6                                                          | Marocco  | 70.48  | 51            |
| 7                                                          | Kenya    | 50.39  | 58            |
| 8                                                          | Ciad     | 44.61  | 63            |
| 9                                                          | Ruanda   | 38.86  | 68            |
| 10                                                         | Senegal  | 34.19  | 72            |
| 11                                                         | Ghana    | 5.3    | 77            |
| 12                                                         | Gambia   | 19.30  | 80            |
| 13                                                         | Burundi  | 4.49   | 83            |
| 14                                                         | Tanzania | 4.44   | 84            |
| 15                                                         | Mali     | 3.63   | 85            |